# 女たちの都〜ワッゲンオッゲン〜
『女たちの都〜ワッゲンオッゲン〜』（おんなたちのみやこ ワッゲンオッゲン）は、2013年公開の日本映画。

## 概要
舞台は、熊本県天草諸島の天草市にある牛深地区。解体話が持ち上がった築100年の元遊郭「三浦屋」を、地元の女性たちが料亭として開き、町おこしする物語。
制作発表は2011年4月15日。牛深を中心とした天草ロケは2012年1月末から行われ、2月には牛深ハイヤ祭りのシーンの撮影もあった。
なお、ワッゲンオッゲンは天草弁で「お前の家、おれの家」の意味であり、当初のタイトル案も『ワッゲンオッゲン お前んちおれんち』だった模様。

## キャスト
- 大竹しのぶ - 羽山弓枝
- 松田美由紀 - ゆり子
- 杉田かおる - 春美
- 西尾まり - 俊恵
- ブラザー・トム - 羽山晃司
- 緑友利恵 - 羽山美香
- 長山藍子 - 俊恵の義母（姑）
- 遠藤憲一
- 中村有志
- 仲雅美
- 岡元八郎
- 安部智凛
- 河井青葉
- 原田裕子
- 川村絵梨
- 村松和輝

ほか

## スタッフ
- 監督：禱映
- 脚本：南えると・禱映
- 企画：福田智穂
- プロデューサー：小泉朋
- 天草プロデューサー：小山真一[7]
- 音楽：渡邊崇

## エンディングテーマ
MICA「虹の花」